# Хусcейн Аль-Мукагві
Хусcейн Алі Джассім Аль-Мукагві (араб. حسين علي جاسم المقهوي; нар. 24 березня 1988, Ель-Хаса) — саудівський футболіст, півзахисник клубу «Аль-Аглі» та національної збірної Саудівської Аравії.

## Клубна кар'єра
Хусcейн Аль-Мукагві народився 24 березня 1988 року в історичній області Ель-Хаса. Він є вихованцем футбольного клубу «Аль-Адаль», в якому й розпочав професійну футбольну кар'єру у 2008 році. У професійній команді «Аль-Адаля» Аль-Мукагві виступав протягом двох років, і в 2010 році привернув увагу керівництва сильнішого клубу «Аль-Фатех». 14 серпня 2010 року він дебютував у саудівській Про-лізі, вийшовши на заміну в матчі проти клубу «Аль-Кадісія». 2 листопада цього ж року він забив свій перший м'яч у найвищій саудівській лізі у грі з клубом «Наджран». У 2013 році Аль-Мукагві у складі «Аль-Фатеха» став чемпіоном Саудівської Аравії.
У 2014 році Хусcейн Аль-Мукагві став гравцем клубу «Аль-Аглі» з Джидди. У 2015 році він став у складі клубу володарем Кубка наслідного принца Саудівської Аравії, а в 2016 році володарем Королівського кубка, чемпіоном країни та володарем Суперкубка. Станом на 2 червня 2018 року відіграв за «Аль-Аглі» 108 матчів у національному чемпіонаті.

## Виступи за збірні
У 2012 році дебютував в офіційних матчах у складі національної збірної Саудівської Аравії в матчі Чемпіонату Федерації футболу Західної Азії проти збірної Ірану. 24 серпня 2016 року в товариському матчі зі збірною Лаосу забив свій перший м'яч за національну збірну. У складі збірної був учасником чемпіонату світу 2018 року у Росії.

## Досягнення
- Саудівська Прем'єр-ліга:
  -  Чемпіон (2): 2012—2013, 2015—16
- Кубок наслідного принца Саудівської Аравії:
  -  Володар (1): 2014—15
- Королівський кубок Саудівської Аравії з футболу:
  -  Володар (1): 2016
- Суперкубок Саудівської Аравії:
  -  Переможець (2): 2013, 2016